# ATCC 1987
ATCC 1987 vanns av Jim Richards.

## Delsegrare
| Bana             | Vinnare      | Märke  | Tvåa           | Märke  | Trea           | Märke  |
| ---------------- | ------------ | ------ | -------------- | ------ | -------------- | ------ |
| Calder Park      | Glenn Seton  | Nissan | Larry Perkins  | Holden | George Fury    | Nissan |
| Symmons Plains   | George Fury  | Nissan | Jim Richards   | BMW    | Peter Brock    | Holden |
| Lakeside         | Jim Richards | BMW    | Glenn Seton    | Nissan | Tony Longhurst | BMW    |
| Wanneroo         | Glenn Seton  | Nissan | Dick Johnson   | Ford   | Larry Perkins  | Holden |
| Adelaide Raceway | Dick Johnson | Ford   | George Fury    | Nissan | Allan Grice    | Holden |
| Surfers Paradise | Jim Richards | BMW    | Tony Longhurst | BMW    | Glenn Seton    | Nissan |
| Sandown          | Glenn Seton  | Nissan | George Fury    | Nissan | Larry Perkins  | Holden |
| Amaroo           | Jim Richards | BMW    | Tony Longhurst | BMW    | Glenn Seton    | Nissan |
| Oran Park        | Jim Richards | BMW    | George Fury    | Nissan | Dick Johnson   | Ford   |

## Slutställning
| Plats | Förare         | Märke      | Poäng |
| ----- | -------------- | ---------- | ----- |
| 1     | Jim Richards   | BMW        | 193   |
| 2     | Glenn Seton    | Nissan     | 167   |
| 3     | George Fury    | Nissan     | 143   |
| 4     | Tony Longhurst | BMW        | 116   |
| 5     | Larry Perkins  | Holden     | 115   |
| 6     | Dick Johnson   | Ford       | 72    |
| 7     | Peter Brock    | Holden     | 65    |
| 8     | Allan Grice    | Holden     | 62    |
| 9     | Colin Bond     | Alfa Romeo | 36    |
| 10    | Gregg Hansford | Ford       | 25    |